# 博爾瓦什尼察鄉
45°21′N 22°18′E / 45.350°N 22.300°E
博爾瓦什尼察鄉（羅馬尼亞語：Comuna Bolvașnița, Caraș-Severin），是羅馬尼亞的鄉份，位於該國西南部，由卡拉什-塞維林縣負責管轄，面積89平方公里，海拔高度362米，2007年人口1,490，人口密度每平方公里17人。